# Federico Linares
Federico Linares García de Cosio (Cádiz, 7 de enero de 1972) es un abogado español. Presidente de EY (antes Ernst & Young) España desde julio de 2019. Ha destacado como consultor especialista en fusiones y reestructuración de grupos de multinacionales, lo que ha favorecido su vínculo con el mundo académico desarrollando una labor docente sobre fiscalidad internacional. Dentro del ámbito universitario, y desde agosto de 2020, compagina la Presidencia de EY con la Presidencia del Consejo Social de la Universidad de Cádiz.

## Biografía
Casado y con tres hijos, vivió los primeros años de su vida en Cádiz, estudiando en el Colegio San Felipe Neri, de larga tradición en la ciudad. Tras realizar sus estudios universitarios en Derecho en la Universidad de Sevilla comienza una carrera profesional como consultor de estructuración internacional de fusiones y adquisiciones de empresas y reestructuración de grupos multinacionales, así como en la creación, desarrollo e implementación de estrategias de planificación fiscal internacional para grandes corporaciones españolas en sus inversiones en el exterior.
Mantiene relación con su ciudad natal mostrando su apoyo a la provincia de Cádiz desde La 11Mil, de la que es socio fundador.

## Carrera profesional
Licenciado en Derecho por la Universidad de Sevilla y Máster en Asesoría Fiscal por IE, durante veinte años ha desarrollado una labor de consultaría en diversas empresas españolas y extranjeras. En 1997 entra a trabajar en EY Málaga, iniciando su camino en la consultora en la que ha desarrollado toda su vida laboral. En 2001 se traslada a Nueva York donde trabaja en el Spanish Tax Desk de la firma. En 2006, de vuelta en España, se convierte en socio de la empresa y cuatro años después, es nombrado socio director general de EY Abogados En 2014 da un nuevo salto en su carrera profesional al ser nombrado director general de Tax & Law para España, Italia y Portugal. Solo tres años después, en 2017, es elegido Consejero Delegado en España, una posición desde donde ha liderado el plan estratégico #EY_Ambiciona que buscaba la consolidación de la empresa.
En 2019, tras 20 años de servicio a EY, sustituye a José Luis Perelli al frente de la empresa en su sección española.
Desde julio de 2020 ostenta el cargo de presidente de la Fundación EY en España, donde desarrolla una intensa labor social vinculada a proyectos de emprendimiento y educación. Además, es miembro de la Junta de Protectores del Teatro Real de Madrid y patrono de las fundaciones Princesa de Girona, Albéniz, CyD, Endeavor, Cotec y Seres.

### Labor docente
Compagina su labor profesional con la docencia y es profesor de Planificación Fiscal Internacional en IE Law School y colaborador en el módulo 'Gobierno responsable en la gran empresa' de la UNED

## Reconocimientos
Entre 2008 y 2018 ha sido reconocido por la guía de abogacía Chambers & Partners como uno de los abogados más influyentes de España, llegando a ser reconocido como Eminent Practitioner
En noviembre de 2019 recibió el premio La Voz de Cádiz que valora la excelencia y talento gaditano. En febrero de 2021 recibió la Bandera de Andalucía, como reconocimiento especial a su trayectoria en la defensa y fomento del interés general de Cádiz. Esta distinción fue entregada por la propia Junta de Andalucía.

## Regatista
Además de por su labor profesional, Federico Linares ha destacado en la vela deportiva como patrón y armador de la embarcación “Brujo”, con base en el Real Club Náutico de Cádiz. Entre otros premios, ha conseguido el Gran Catavino de Oro de la Semana Náutica de El Puerto de Santa María, como ganador en cinco ocasiones de la regata decana de España.
| Prueba                                        | Año  | Posición |
| --------------------------------------------- | ---- | -------- |
| 38 Copa del Rey                               | 2019 | Vencedor |
| 48 Semana Náutica de El Puerto de Santa María | 2019 | Vencedor |
| 47 Semana Náutica de El Puerto de Santa María | 2018 | Vencedor |
| 36 Copa del Rey Mapfre                        | 2017 | Vencedor |
| Regata "Juan de la Cosa"                      | 2015 | Vencedor |
| XVI Trofeo SM La Reina                        | 2014 | Vencedor |